# Chrysoleonites intactus
Chrysoleonites intactus là một loài côn trùng trong họ Osmylitidae thuộc bộ Neuroptera. Loài này được Dolin et al. miêu tả năm 1980.